# نادي الخابورة
نادي الخابورة يتكون شعار نادي الخابورة الرياضي الثقافي من أرضية صفراء محفوفه جوانبه بلون أخضر متشرفاً باحتضان (اسم النادي، كرة القدم، كتاب وأيدي، أشجار) 
الأصفر (يرمز إلى السهل الذي يقع بين البحر والجبال لقربه لحجر عمان) 
الأخضر (يرمز إلى الزراعة في الولاية حيث تشتهر ولاية الخابورة بسهولها الخصبة وتربتها الزراعية) 
شرح شعار النادي
أولاً : (الاسم : وهو اسم النادي رياضياً وثقافياً).
ثانياً: (الكرة : وهي ذلك الرمز الذي يعبر عن ارتباط النادي بأنشطته الرياضية وفي مقدمتها كرة القدم).
ثالثاً : (الكتاب : وهو يرمز إلى كتاب الله العظيم (المصحف الشريف) ويعبر عن أن ثقافتنا في نادي الخابورة الرياضي الثقافي تتمثل في هذا الكتاب الكريم وهو حق ورمز يفتخر به لشعار النشاط الثقافي في النادي)
رابعاً : (الأيدي : وهي ترمز إلى المحبة والتعاون والعلاقات الاجتماعية التي تربط أعضاء مجلس الإدارة بالفرق الأهلية وأعظاء الجمعية العمومية بالنادي كما إن الأيـدي ترمز إلى العلاقات القوية والتعاون الجماعــي في سبيل خـدمة النادي بشرف وأمانة وإخلاص).
خامساً : (النخيل : وهي ترمز إلى الزراعة في الـولاية وعلـى رأسها أشجار النخيل بسب موقع الولاية الزراعي وتمتعها بسهول وتربة زراعية خصبة).
ونادي الخابورة من الأندية العريقة التي تنافس على لقب الدوري العماني
ومن انجازات نادي الخابورة حصولة على المركز المركز الثاني في مسابقة كأس السلطان للشباب لعام 2000م على مستوى السلطنة وأيضا حصولة على المركز الثالث في مسابقة كأس السلطان للشباب لعام 2001م على مستوى السلطنة.
وان نادي الخابورة من الأندية التي تهتم بشكل كبير على المراحل السنية مثل الناشئين والشباب ولنادي انجازات للمراحل السنية في كأس الخليج 
وأيضا في دوري العماني للمراحل السنية للناشئين 
ويتكون مجلس الأداري للنادي الخابورة من 12 عضوا 
وتتم انتخابات لمجلس اداراة جديدة كل أربع سنوات لتكوين اداراة جديدة 
ومتجددة دائم ويترأس الإدارة الحالية الشيخ سلطان بن حميد الحوسني ونائب الرئيس الفاضل نجف بن حمد بن نجف العجمي.
عمان.